# Ytterøy
Ytterøy – wyspa na Trondheimsfjordzie w Norwegii. Obecnie należy do gminy Levanger w okręgu Nord-Trøndelag, dawniej stanowiła osobną gminę. 
Wyspa ma 15 km długości, 27,8 km² powierzchni i w 2001 roku była zamieszkana przez 494 osoby. Najwyższym punktem jest Sanstadkammen (210 m n.p.m.). Prom Levanger – Hokstad łączy wieś Hokstad na wyspie z Levanger na stałym lądzie. Ytterøy jest znana z dużej populacji sarny. Od 1630 roku na wyspie wydobywano miedź, piryt oraz wapno. Kopalnie te zamknięto po I wojnie światowej. W latach 40. i 50. XIX w. usiłowano rozpocząć wydobycie fosforu na potrzeby Leren Kromfabrikk w Trondheim, projekt ten jednak nie zakończył się sukcesem.
Dawna gmina Ytterøy obejmowała obszar wyspy oraz część stałego lądu. Została utworzona 1 stycznia 1838. W 1867 roku część lądowa została oddzielona od gminy Ytterøy i włączona do nowej gminy Mosvik og Verran. Po podziale gmina posiadała 1 499 mieszkańców wyspy. 1 stycznia 1964 Ytterøy została włączona do gminy Levanger wraz z jej 772 ówczesnymi mieszkańcami.
Staronordyjskie formy nazwy wyspy brzmiały Ýtriøy and Øyin ýtri i oznaczały "wyspę na zewnątrz" (w odróżnieniu od Inderøy).